# Hajo Meyer

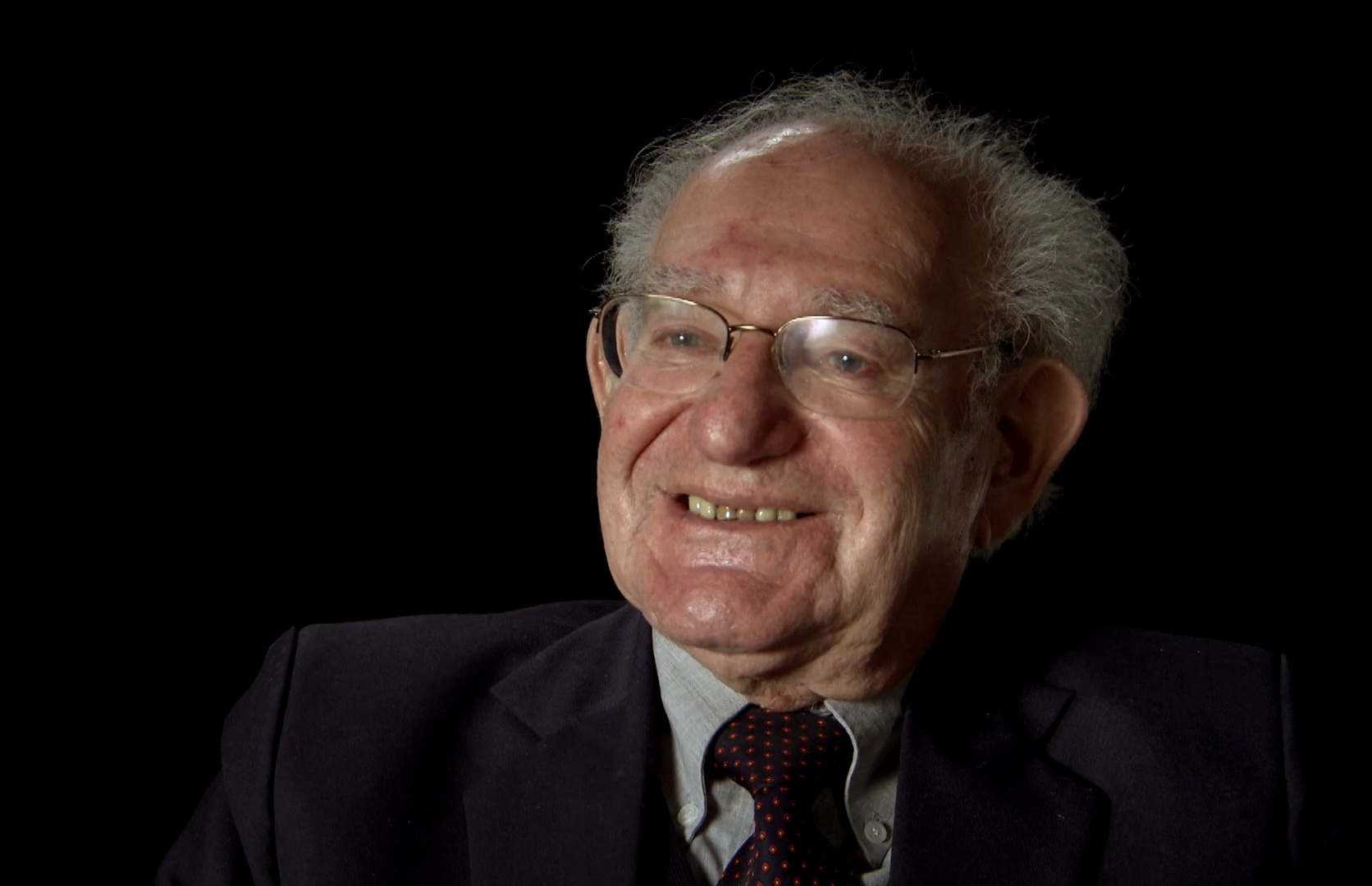
Hajo Meyer in 2011

Hans-Joachim Gustav (Hajo) Meyer (Bielefeld, 12 augustus 1924 – Heiloo, 23 augustus 2014) was een Nederlands natuurkundige en politiek activist van Duitse komaf.
Na de Kristallnacht vluchtte Meyer begin 1939 voor de jodenvervolging uit nazi-Duitsland naar Nederland, samen met andere joodse kinderen maar zonder zijn ouders. Hij werd opgeleid tot machinebankwerker in een werkdorp voor jonge joodse vluchtelingen in de Wieringermeer. In 1943 dook hij onder, maar in 1944 werd hij gearresteerd en naar Auschwitz gedeporteerd. Hij overleefde het vernietigingskamp doordat hij als machinebankwerker tewerkgesteld werd bij het onderhoud van treinwagons. Zijn ouders, die vanuit Duitsland waren gedeporteerd, stierven in kamp Theresienstadt.
Na de oorlog keerde Meyer terug naar Nederland en ging hij theoretische natuurkunde studeren. Hij ging werken bij Philips en werd uiteindelijk directeur van het Philips Natuurkundig Laboratorium (NatLab). Collega's herinneren hem als een levenslustig iemand met een warme persoonlijkheid. Als er uitvindingen aan het bestuur van Philips werden getoond liep hij opgewonden rond waardoor hij wel de stuiterende kabouter werd genoemd; een geuzennaam die hij met plezier droeg.
Na zijn pensionering volgde hij opleidingen in Engeland en werkte hij als bouwer van nieuwe violen en altviolen, waarvan hij er ongeveer vijftig maakte en verkocht.
De laatste jaren was Meyer politiek actief en van 2001 tot 2010 was hij bestuurslid van Een Ander Joods Geluid. Hij schreef ook het boek Het einde van het jodendom (2003), waarin hij onder meer concludeerde dat Israël de Holocaust misbruikt als rechtvaardiging voor misdaden van dit land tegen de Palestijnen. Na een studiereis met oud-premier Dries van Agt door de bezette Palestijnse Gebieden kwam hij voor zichzelf tot de slotsom dat de Gazastrook "één groot concentratiekamp" is.
Hajo Meyer was lid van GroenLinks.
Meyer overleed op 23 augustus 2014 op 90-jarige leeftijd in zijn slaap.

## Boek
In 2007 beschreef hij de ontsteltenis over wat hij zag als een moreel verval van de huidige Israëlische maatschappij en de wereldwijde Joodse gemeenschap als geheel, in een boek met de titel "The End of Judaism: An Ethical Tradition Betrayed".
In zijn boek trekt Meyer een vergelijking tussen de manier waarop Joden in de jaren dertig door de Duitsers in Duitsland en later in Nederland werden behandeld en wat Israël de Palestijnen aandoet, zowel in Israël zelf als in de bezette gebieden. Dit alles met als doel hen het land te doen verlaten. Pas toen bleek dat deze strategie niet werkte, begon Hitler andere oplossingen te overwegen.
Elementen van deze behandeling waren:
- Het ontmenselijken van Joden door hen te betitelen als dieren, parasieten of een plaag. De toenmalige Israëlische stafchef Moshe Ya'alon noemde de Palestijnen in een interview "kanker", die hij met chemotherapie aan het bestrijden was.[7] Premier Ariel Sharon beaamde deze beweringen later als "waar en correct".[8] Voormalig minister van Onderwijs, Sjoelamit Aloni, bevestigde de demonisering van Arabieren in Israëlische schoolboeken.[9]
- De dreiging overdrijven. Hitler was geobsedeerd door het idee dat Joden van plan waren Duitsland van de kaart te vegen.[10] Net zo beweren Israëliërs dat de Palestijnen Israël niet alleen de zee in willen drijven, maar dat ze daartoe daadwerkelijk in staat zijn.[11]
- Intimidatie en pesterijen door de strijdkrachten. Meyer vindt het bijzonder pijnlijk dat zijn "eigen volk" nu betrokken is bij soortgelijk gedrag jegens de Palestijnen.[12]
- Het veroorzaken van economische problemen door Joden uit bepaalde beroepen te weren en Joodse winkels te boycotten. Een vergelijkbare economische druk wordt op Palestijnen uitgeoefend.[12]
- Niet ingrijpen en de andere kant opkijken wanneer ze werden lastiggevallen door niet-joodse burgers. Meyer herinnert zich een Poerimviering voor kinderen die door de Sturmabteilung werd verstoord. Klachten bij de politie hadden geen effect. Er zijn berichten dat Israëliërs Palestijnse boeren tijdens de oogst hebben aangevallen en ongestraft Palestijnse scholen hebben aangevallen.[12]
- Het toepassen van collectieve straffen. Bijvoorbeeld: als een Jood iets deed waar het regime niet blij mee was, konden zijn of haar familieleden daarvoor worden gestraft. Net zo kan, als een lid van Hamas zichzelf opblaast, zijn of haar familiehuis worden verwoest.[13]

Het boek beschuldigt de opeenvolgende regeringen van Israël ervan de Holocaust te gebruiken om het lijden en het onrecht dat ze de Palestijnen aandoen te bagatelliseren.
In tegenstelling tot wat de Israëlische regering iedereen wil doen geloven, is kritiek op Israël niet hetzelfde als antisemitisme, schrijft Meyer. Sterker nog: "...op dit moment is de enige reden om een opleving van gevaarlijk antisemitisme te verwachten het steeds verwerpelijker beleid van Israël". Meyer moedigt niet-Joden aan om hun schuldgevoel over de Holocaust af te werpen en zich vrij te voelen om Joden te bekritiseren die duidelijk misdaden plegen. Joodse mensen en organisaties moeten zich openlijk distantiëren van het huidige Israëlische beleid.
Meyer concludeert onder andere dat de staat Israël en het zionisme hebben gefaald, omdat ze de belofte van een veilige haven voor de vervolgde Joden van de wereld niet zijn nagekomen.
In het motto van zijn boek citeert Meyer rabbijn Hillel: "Wat gij haat, doe dat uw naaste niet aan. Dat is de hele Thora." In het laatste hoofdstuk stelt hij: "Een volk dat de fundamentele ethische basis van zijn lange en verbazingwekkende overleving heeft verraden, zal de vitaliteit missen om een eigen identiteit te behouden in een steeds homogener wordende wereld."